# Les Patrons
Les Patrons sont un groupe musical ivoirien de genre zouglou formé en 2002 à Abidjan, en Côte d'Ivoire. Composé de quatre membres à sa création, le groupe compte deux membres en 2024, dont Éric Patron et Clem'so. Les membres fondateurs sont : Éric Patron, Vino, Clem'so et Dodo la joie.

## Histoire
En 2002, à sa création, le groupe Les Patrons se compose de quatre membres : Éric, connu sous le nom de Petit Patron ou Éric Patron ; Zéré Kévin, dit Vino ; Kouakou Clément, surnommé Clem'so ; et Kouakou N’Guessan Dominique, alias Dodo la joie. Le groupe actuel compte que deux membres, un duo composé d'Éric Patron et Clem'so. Vino et Dodo quittent le groupe respectivement en 2009 et 2016.

### Début
Originaires des communes populaires d'Abidjan de Marcory et Koumassi en Côte d'Ivoire, Les Patrons ont fait leurs débuts en animant des fêtes telles que des anniversaires, des mariages et des baptêmes. Leur style initial était le « wôyô », aussi connu sous le nom d'« ambiance facile », caractérisé par des rythmes percutants joués sur des tam-tams. Ce genre musical a ensuite évolué pour donner naissance au zouglou, dans lequel Les Patrons se sont par la suite illustrés.

### 2002: premier album
À partir de 2002, la carrière musicale du groupe débute véritablement grâce à la rencontre avec Guy Richmond Zaly, alias Moedu Georges. En effet, c'est lui qui leur a trouvé un producteur et leur a ouvert les portes des studios de l'arrangeur David Tayorault.
Le 6 octobre 2002, Les Patrons enregistrent leur premier album, comprenant huit titres et intitulé Nègre noir, qui marque le début de leur ascension. Triste destin, le titre phare de l'album, est un morceau émouvant qui explore les réalités socioéconomiques difficiles de la jeunesse abidjanaise et les luttes quotidiennes pour sa survie.
L'album rencontre un grand succès. En décembre de la même année, le groupe obtient le prix « Révélation zouglou », le prix du « Meilleur groupe espoir du zouglou », le diplôme du mérite de Canal Ivoire Distribution (CID) et le trophée du Bureau ivoirien du droit d'auteur (Burida).

### 2007: albumCœur blanc
Cinq ans après la sortie de leur premier album, Les Patrons dévoilent, le 7 décembre 2007, leur deuxième album, intitulé Cœur blanc, composé de quatorze titres. Le 6 juin 2008, le groupe donne alors son premier concert au Palais de la Culture d’Abidjan à Treichville et réalise une première tournée européenne. En 2009, après un concert en France, Vino quitte le groupe.

### 2012: albumHaut niveau
Les Patrons devenus un groupe composé de trois membres gardent toujours le même nom.
En 2012, le groupe sort l'album Haut niveau.  Cet album permet au groupe de remporter le prix du Meilleur artiste du zouglou aux Awards du Zouglou. Cependant, peu après, Dodo quitte le groupe.
Malgré ce changement de composition, Les Patrons font preuve de résilience et sortent en 2016 leur 4e album de quinze titres intitulé La Magie.

## Les Patrons aujourd'hui
En 2020, le single Pas ça, interprété par les deux membres restants, Éric Patron et Clem'so, rencontre un succès. Le 7 octobre 2021, Les Patrons sortent leur 5e album intitulé Trésor, de seize titres dont un remix, produit chez le label Universal Music Africa,.
Ils donnent un concert au Zénith de Paris, une salle de concert en France, le 10 septembre 2022, où ils célèbrent leur 20 ans de carrière musicale,.